# Дибовські (герб)
Дибовські – шляхетський герб, різновид герба Наленч у поєднанні з елеметом герба Корчак.

## Опис герба
В червоному полі три срібні балки, над якими така-ж покладена в коло пов'язка з опущеними кінцями, що пов'язана внизу.
Клейнод: три пера страуса.
Намет: Червоний, підбитий сріблом.

## Найбільш ранні згадки
Невідоме походження різновиду. Герб використовується в оршанщині і вовковищині.

## Роди
Дибовські (Dybowski).